# Cruciferae

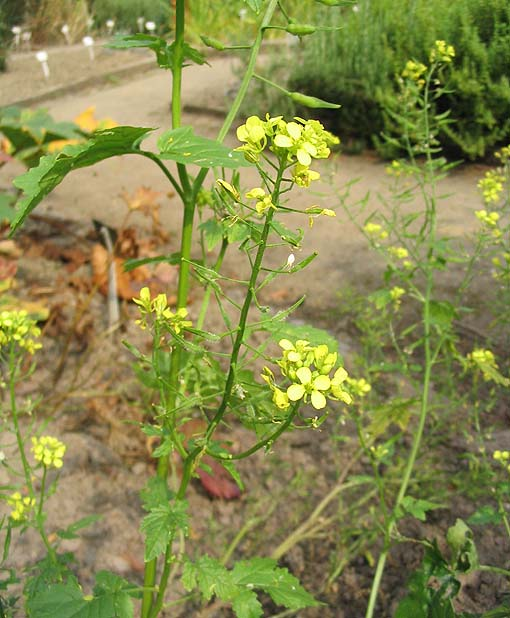
Sinapis

Cruciferae, atualmente conhecida como Brassicaceae, na classificação taxonômica de Jussieu (1789), é uma ordem botânica da classe Dicotyledones, Monoclinae (flores hermafroditas ), Polypetalae ( corola com duas ou mais pétalas) e estames hipogínicos (quando os estames estão inseridos abaixo do nível do ovário).
Apresenta os seguintes gêneros:
- Raphanus, Sinapis, Brassica, Turritis, Arabis, Hesperis, Heliophila, Cheiranthus, Erysimum, Sisymbrium, Dentaria, Clypeola, Alyssum, Subularia, Draba, Cochlearia, Iberis, Crambe, Isatis, e outros.